# Mehdi Belfares
Mehdi Belfares né le 1er juin 1994, est un coureur cycliste marocain. 

## Biographie
Sociétaire du club de Khouribga, Mehdi Belfares devient champion d'Afrique de vitesse par équipes en 2016, avec ses compatriotes Mohamed Ennasiry et Yassine Aghaous. Au mois d’août, il s'impose sur la course en circuit fermé de Meknès. 
En 2018, il obtient deux médailles de bronze aux championnats d'Afrique sur piste, une en keirin ainsi qu'une autre en vitesse individuelle.

## Palmarès sur piste

### Championnats d'Afrique
- Casablanca 2016
  -  Champion d'Afrique de vitesse par équipes (avec Mohamed Ennasiry et Yassine Aghaous)
- Casablanca 2018
  -  Médaillé de bronze du keirin
  -  Médaillé de bronze de la vitesse